# Carl Bessette
Carl Bessette est un écrivain et éditeur québécois. Il a cofondé et dirigé les Éditions de l'Écrou,, «qui contribueront largement [au] reboom de la poésie québécoise».

## Biographie
En plus de son travail au sein des Éditions de l'Écrou, Bessette gagne la première compétition officielle de slam de poésie au Québec. Il cofonde les soirées de poésie Mot de passe. Il fonde l'évènement mensuel Bistro Ouvert, qu'il anime de 2013 à 2018. Il organise en 2017 l'évènement littéraire Cœur Ouvert, un micro ouvert qui dure 9 jours (216 heures) sans interruption,,. Il obtient après coup un prix de l'Académie de la vie littéraire pour l'organisation de cet évènement.
Ses œuvres sont à l'étude dans des écoles secondaires et des cégeps. Il est doublement diplômé de l'Université de Montréal, détenteur d'un baccalauréat en philosophie et littérature comparée et d'un certificat en informatique appliquée.
Il a des traits obsessifs compulsifs sur lesquels il s'ouvre dans son livre Tous les détails.

### Liste des œuvres
- Load : une histoire d'Internet, tome 1, Les géants, Montréal, Éditions Mains libres, 2025, 488 p.[12],[13]
- Tous les détails, Montréal, Éditions de Ta Mère, 2024, 160 p.[14],[15],[16],[17]
- Le propriétarisme, Montréal, Somme toute, 2024, 80 p.[18],[19],[20]
- Les Anecdotiers, Montréal, La Mèche, 2015, 370 p.[21],[22],[23]
- Comme faux, Montréal, Les Éditions de l'Écrou, 2012, 85 p.
- L'instrument, Montréal, LesArchipelliers, 2009, 95 p.
- La préface, Richelieu, Éditions Bessette, 2006, 226 p.

### Ouvrages collectifs
- À leur tour de larguer les amours, Tête Première, 2018, 232 p.
- Politique, Les Éditions Rodrigol, 2012, 245 p.
- J'aurais voté oui mais j'étais trop petit, Editas, 2011, 135 p.
- Le bloc, avec Florent Soubeyrand, Éditions Bessette, 2005, 104 p.